# Unified Video Decoder
Unified Video Decoder (wcześniej Universal Video Decoder lub UVD) – jednostka dekodująca wideo, stworzona przez ATI Technologies, która ma sprzętowo wspomagać dekodowanie H.264 oraz VC-1. Jest to część technologii ATI AVIVO HD.

## Wsparcie w systemach operacyjnych
- Microsoft Windows: wspierane od początku. Aktualnie UVD dla platform Microsoft Windows oraz Xbox 360 wspiera tylko API DXVA (DirectX Video Acceleration) ze sprzętowym wsparciem dekodowania wideo. Z tego powodu odtwarzacz mediów musi wspierać DXVA aby skorzystać z UVD.
- Linux: od października 2008[1]. Poprzez API XvBA (X-Video Bitstream Acceleration) możliwe jest używanie w X Window System w systemie Linux oraz UNIX akceleracji sprzętowej z wykorzystaniem UVD[2].

## Wersje UVD

### UVD/UVD+
UVD jest oparte na procesorze graficznym ATI Xilleon zintegrowanym w jednej kości z GPU. Jest częścią technologii ATI Avivo HD do sprzętowego dekodowania wideo wraz z Advanced Video Processor (AVP). UVD, jak twierdziło AMD, obsługuje dekodowanie materiałów H.264/AVC oraz VC-1 całkowicie sprzętowo, jednakże post-processing jest przekazywany do shaderów. Dekodowanie MPEG-2 nie jest wykonywane w ramach UVD, ale w procesorach cieniowania. Dekoder spełnia wymagania wydajnościowe pozwalające na dekodowanie strumieni H.264 z przepływnościami do 40 Mbit/s. Cechuje się obsługą CABAC dla H.264/AVC.
W przeciwieństwie do podsystemów akceleracji w poprzednich GPU, które wymagały znacznego zaangażowania głównego CPU, UVD odciążą całkowicie dekoder video dla materiałów VC-1 oraz H.264, poza post-processingiem, który jest przenoszony na shadery. Dekodowanie MPEG-2 jest także wspierane, ale dekodowanie bitstream/entropia w takm strumieniu nie jest wykonywane sprzętowo.
Wcześniej w przypadku serii ATI Radeon R520 (ATI Avivo) oraz serii NVidia Geforce 7 (NVIDIA PureVideo) dekompresja bitstream/entropia dla VC-1 oraz H.264 była wykonywana przez procesor główny komputera. UVD wspiera:
- Variable-length code/CAVLC/CABAC,
- przetwarzanie częstotliwości (frequency transform),
- pixel prediction,
- deblocking filter/inloop deblocking.

Cały post-processing jest przekazywany do shaderów:
- usuwanie szumu,
- usuwanie przeplotu,
- skalowanie i zmiana rozmiaru

AMD ogłosiło, że rozszerzenie UVD zajmuje w procesorze GPU tylko 4,7 mm² powierzchni w procesie technologicznym 65 nm.
Odmiana UVD, zwana UVD+, została wprowadzona wraz z serią Radeon HD 3000. Zawiera wsparcie HDCP dla strumieni wyższych rozdzielczości. UVD+ był również sprzedawany jako zwykłe UVD.

### UVD 2
Standard UVD został odświeżony wraz z premierą produktów z serii Radeon HD 4000. Głównymi zmianami było:
- dekodowanie strumieni H.264/MPEG-4 AVC, VC-1 oraz MPEG2 bez ograniczeń.
- dekodowania podwójnych strumieni video.
- tryb Picture in Picture.

Zmiany te spowodowały, że standard UVD2 stał się w pełni kompatybilny ze wszystkimi profilami Blu-ray.

#### UVD 2.2
UVD 2.2 posiada przeprojektowany lokalny interfejs pamięci i zwiększa zgodność z MPEG2/H.264/VC-1. Był reklamowany jako "UVD 2 Enhanced" jako "specjalne rdzenie logiczne, dostępne w serii procesorów graficznych RV770 oraz RV730, pozwalające na sprzętowe dekodowanie MPEG2, H.264 i VC-1". UVD 2.2 należy traktować jako poprawkę dla UVD 2.

### UVD 3
UVD3 zawiera wsparcie dla dekodowania DivX oraz Xvid poprzez MPEG-4 część 2, a także odtwarzania Blu-ray 3D poprzez Multiview Video Coding wraz z 120 Hz stereo 3D. Optymalizowane w celu zmniejszenia obciążenia CPU.

## Dostępność
Pierwotnie ATI planowało implementację UVD w procesorach z serii RV550, przeznaczonych na rynek masowy z dwoma różnymi specyfikacjami. Pierwsza miała być wyposażona w HDMI oraz wyjście video, natomiast druga miała posiadać tylko DVI oraz wyjście video. Produkcja miała rozpocząć się w grudniu 2006, jednak nie jest do końca jasne czy ostatecznie model RV550 został przeznaczony na rynek OEMs, czy też zrezygnowano z jego produkcji.
Większość kart serii Radeon HD 2000 wspiera UVD do sprzętowego dekodowania materiałów HD w rozdzielczości 1080p, jednakże karty z serii Radeon HD 2900 nie posiadają wsparcia dla UVD, choć jest w stanie zapewnić część funkcjonalności poprzez wykorzystanie jego shaderów. Błędne informacje o takim wsparciu zostały podane na stronach produktu oraz w pudełkach w produktach producentów końcowych przed rozpoczęciem sprzedaży kart serii Radeon HD 2900 XT, podczas gdy w rzeczywistości wspierały one tylko technologię ATI Avivo HD. Brak wsparcia dla UVD został potwierdzony oficjalnie.
UVD2 zostało zaimplementowane w kartach graficznych z serii Radeon RV7x0 oraz R7x0. Dotyczy to także serii RS7x0, integrowanych w płytach głównych.

## Procesory graficzne ze wsparciem UVD
| Nazwa kodowa       | Nazwa handlowa                                                       | Wersja UVD |
| ------------------ | -------------------------------------------------------------------- | ---------- |
| Cayman             | Radeоn HD 6900 Series                                                | UVD 3      |
| Barts              | Radeоn HD 6800 Series                                                | UVD 3      |
| Turks              | Radeоn HD 6600 Series Radeоn HD 6500 Series                          | UVD 3      |
| Caicos             | Radeоn HD 6400 Series                                                | UVD 3      |
| HemlockNB1 Cypress | Radeоn HD 5900 Series Radeon HD 5800 Series                          | UVD 2.2    |
| Juniper            | Radeоn HD 5700/6700 Series                                           | UVD 2.2    |
| Redwood            | Radeоn HD 5600/5500 Series                                           | UVD 2.2    |
| Cedar              | Radeоn HD 5400 Series                                                | UVD 2.2    |
| RV790              | Radeon HD 4890 Series                                                | UVD 2      |
| R700NB1 RV770      | Radeon HD 4800 X2 Series Radeon HD 4800 Series                       | UVD 2      |
| RV740              | Radeon HD 4700 Series                                                | UVD 2.2    |
| RV730              | Radeon HD 4600 Series                                                | UVD 2.2    |
| RV710              | Radeon HD 4300/4500 Series                                           | UVD 2.2    |
| RV670              | Radeon HD 3800 Series                                                | UVD+       |
| RV635              | Radeon HD 3600 Series                                                | UVD+       |
| RV620              | Radeon HD 3400 Series                                                | UVD+       |
| RV630              | Radeon HD 2600 Series                                                | UVD        |
| RV610              | Radeon HD 2400 Series                                                | UVD        |
| RS880              | Radeon HD 4200/AMD 785G Chipset                                      | UVD 2      |
| RS780 RS780D       | Radeon HD 3200/AMD 780G Chipset Radeon HD 3300 IGP/AMD 790GX Chipset | UVD        |
| M98                | Mobility Radeon HD 4800 Series                                       | UVD 2      |
| M96                | Mobility Radeon HD 4600 Series                                       | UVD 2      |
| M92                | Mobility Radeon HD 4300/4500 Series                                  | UVD 2.2    |
| M88                | Mobility Radeon HD 3800 Series                                       | UVD+       |
| M86                | Mobility Radeon HD 3600 Series                                       | UVD+       |
| M82                | Mobility Radeon HD 3400 Series                                       | UVD+       |
| M76                | Mobility Radeon HD 2600 Series                                       | UVD        |
| M72                | Mobility Radeon HD 2400 Series                                       | UVD        |
| M71                | Mobility Radeon HD 2300 Series                                       | UVD        |
| RV550              | nieznane                                                             |            |

Uwagi:
- NB1: wersja dwuprocesorowa.
- NB2: muszą być użyte w wersji 8.371 lub późniejszej w przypadku GPU "Mobility Radeon HD 2300" aby włączenie UVD dla formatu H.264 nie powodowało awarii systemu.